# Podprefektura Kushiro
Podprefektura Kushiro (jap. 釧路総合振興局 Kushiro-sōgō-shinkō-kyoku) – podprefektura w Japonii, na wyspie Hokkaido. Podprefektura ma powierzchnię 5 997,47 km². W 2020 r. mieszkało w niej 222 613 osób, w 105 780 gospodarstwach domowych  (w 2010 r. 247 320 osób, w 107 359 gospodarstwach domowych) .
Wielokrotnie zmieniała ona swoją nazwę, pierwotnie w 1897 r. powstała pod nazwą Kushiro, lecz już w 1922 r. nazwa została zmieniona na Kushiro-no-kuni. 20 października 1948 r. po raz kolejny nazwa uległa zmianie, tym razem na Tokachi i obowiązywała aż do 1 kwietnia 1957 r., kiedy postanowiono powrócić do pierwotnej nazwy – Kushiro. 

## Podział administracyjny
W skład podprefektury wchodzi 1 większe miasto (shi) i 6 mniejszych miast (chō) i 1 gmina wiejska (mura).
| Nazwa                 | Nazwa                     | Nazwa          | Powierzchnia (km²) | Ludność | Kod jednostki | Mapa |
| Polska nazwa          | Rōmaji                    | Kanji          | Powierzchnia (km²) | Ludność | Kod jednostki | Mapa |
| --------------------- | ------------------------- | -------------- | ------------------ | ------- | ------------- | ---- |
| Akkeshi               | Akkeshi-chō               | 厚岸町         | 739,27             | 8 892   | 01662         |      |
| Hamanaka              | Hamanaka-chō              | 浜中町         | 423,63             | 5 507   | 01663         |      |
| Kushiro (stolica)     | Kushiro-shi               | 釧路市         | 1 363,29           | 165 077 | 01206         |      |
| Kushiro               | Kushiro-chō               | 釧路町         | 252,66             | 19 105  | 01661         |      |
| Shibecha              | Shibecha-chō              | 標茶町         | 1 099,37           | 7 230   | 01664         |      |
| Shiranuka             | Shiranuka-chō             | 白糠町         | 773,13             | 7 289   | 01668         |      |
| Teshikaga             | Teshikaga-chō             | 弟子屈町       | 774,33             | 6 955   | 01665         |      |
| Tsurui                | Tsurui-mura               | 鶴居村         | 571,80             | 2 558   | 01667         |      |
| Podprefektura Kushiro | Kushiro-sōgō-shinkō-kyoku | 釧路総合振興局 | 5 997,47           | 222 613 | 01660         |      |